# آرمینا صادقیان
آرمینا صادقیان (زادهٔ ۲ بهمن ۱۳۸۰ در ایلام) عضو تیم ملی تیراندازی بانوان ایران است.
وی علاقه شدیدی به شهر خود ایلام دارد.

## کسب سهمیه المپیک
وی در مسابقات تیراندازی جام جهانی و کسب سهمیه المپیک با حضور ۵۴۳ ورزشکار از ۷۲ کشور جهان از ۵ تا ۱۲ اردیبهشت ماه در ریو دوژانیرو برگزار شد، توانست دومین سهمیه المپیک تابستانی ۲۰۲۰ در رشته تفنگ بادی ۱۰ متر انفرادی زنان را برای ایران به دست بیاورد. (سهمیه قبلی را نجمه خدمتی گرفته‌بود.)

## بازی های آسیایی
آرمینا صادقیان با ۱۷ سال سن، کم‌سن‌ترین ورزشکار ایرانی حاضر در بازی‌های آسیایی ۲۰۱۸ بود. او با نظر کادرفنی تیم ملی ، در بازی‌های آسیایی ۲۰۲۲ تنها در رشته تفنگ سه وضعیت ۵۰ متر شرکت نمود که بهترین عملکرد را میان سایر نمایندگان ایران در این ماده به جا گذاشت.
| دوره | میزبان           | ورزشکار        | رویداد                    | مقدماتی | مقدماتی | فینال     | فینال     |
| دوره | میزبان           | ورزشکار        | رویداد                    | امتیاز  | رتبه    | امتیاز    | رتبه      |
| ---- | ---------------- | -------------- | ------------------------- | ------- | ------- | --------- | --------- |
| ۲۰۱۸ | جاکارتا، اندونزی | آرمینا صادقیان | تفنگ بادی ۱۰ متر          | ۶۲۴/۷   | ۶ Q     | ۲۰۶/۳     | ۴         |
| ۲۰۲۲ | هانگژو ،چین      | آرمینا صادقیان | تفنگ سه وضعیت ۵۰ متر      | ۵۸۵     | ۱۱      | راه نیافت | راه نیافت |
| ۲۰۲۲ | هانگژو ،چین      | آرمینا صادقیان | تفنگ سه وضعیت ۵۰ متر تیمی |         |         | ۱۷۴۲      | ۶         |

## المپیک
| دوره | میزبان       | ورزشکار        | رویداد           | مقدماتی | مقدماتی | فینال     | فینال     |
| دوره | میزبان       | ورزشکار        | رویداد           | امتیاز  | رتبه    | امتیاز    | رتبه      |
| ---- | ------------ | -------------- | ---------------- | ------- | ------- | --------- | --------- |
| ۲۰۲۰ | توکیو ، ژاپن | آرمینا صادقیان | تفنگ بادی ۱۰ متر | ۶۲۲/۶   | ۳۰      | راه نیافت | راه نیافت |

## افتخارات
مدال برنز تفنگ سه وضعیت ۵۰ متر جوانان در مسابقات قهرمانی جهان در قاهره ۲۰۲۲ 
مدال نقره تیمی میکس تفنگ ۱۰ متر جوانان در مسابقات قهرمانی جهان در چانگ وون ۲۰۱۸ 
مدال برنز انفرادی تفنگ ۱۰ متر در جام جهانی مونیخ ۲۰۱۷
مدال طلای تیمی تفنگ ۱۰ متر جام جهانی کرواسی ۲۰۲۱ 
مدال طلای تیمی میکس تفنگ ۱۰ متر جوانان در جام جهانی جوانان ۲۰۱۹ آلمان 
مدال برنز میکس تیمی تفنگ ۱۰ متر جوانان در مسابقات قهرمانی آسیا ۲۰۱۹ دوحه
مدال برنز تیمی تفنگ ۱۰ متر جوانان در مسابقات قهرمانی آسیا ۲۰۱۹ دوحه 